# Erziehungsfreibetrag
Neben Leistungen des Familienleistungsausgleichs wie dem Kindergeld und dem Kinderfreibetrag erhalten alle Eltern in Deutschland seit dem Jahre 2002 einen „Freibetrag für Betreuung und Erziehung oder Ausbildung“ für jedes ihrer Kinder, kurz Erziehungsfreibetrag. Seit 2021 beträgt er 1.464 Euro.

## Allgemeines
Der Erziehungsfreibetrag ist in § 32 Abs. 6 Satz 1 EStG geregelt. Bis 2001 wurde ein Betreuungsfreibetrag veranschlagt. Er wurde mit dem 2001 verabschiedeten zweiten Gesetz zur Familienförderung ab dem Jahre 2002 als einheitlicher Freibetrag für Betreuungs- und Erziehungsaufwände eingeführt. Der typisierte Freibetrag geht davon aus, dass bei kleineren Kindern üblicherweise der Betreuungsaufwand überwiegt, der dann mit zunehmendem Alter durch den Erziehungsaufwand und schließlich dem Ausbildungsaufwand abgelöst wird. Alle Aufwände werden durch den Erziehungsfreibetrag in einheitlicher Höhe bemessen. Der Bedarf wird den Eltern daher ohne Nachweispflicht steuermindernd zuerkannt. Es handelt sich um einen Teil des Familienleistungsausgleichs.
Der Erziehungsfreibetrag hatte bis 2020 eine Höhe von 1.320 Euro jährlich. Seit 2021 beträgt er 1.464 Euro. Verheirateten Eltern steht er in doppelter Höhe zu - d. h. seit 2021 erhalten sie 2.928 Euro.

## Kritik
Der Deutsche Juristinnenbund übte Kritik an dieser steuerlichen Freistellung. Eine progressionsabhängige Entlastung zu Gunsten Einkommensstärkerer sei mangels Anknüpfung an das Leistungsfähigkeitsprinzip nicht gerechtfertigt. Zudem fördere ein derartiger pauschaler Freibetrag Einverdienstehen: er behindere die Vereinbarkeit von Familie und Beruf, da er tatsächliche finanzielle Aufwendungen für die Betreuung nicht berücksichtige. Zugleich benachteilige er nichterwerbstätige Alleinerziehende, da die Absetzbarkeit ein Erwerbseinkommen voraussetzt.